# Giuliano Piccininno
Giuliano Piccininno (Giffoni Valle Piana, 1960) è un fumettista italiano.

## Biografia
È un disegnatore di fumetti della Sergio Bonelli Editore per cui ha disegnato il personaggio Dampyr e, attualmente, Zagor; è tra i fondatori del gruppo StudioCaf da cui discende l'attuale Scuola Grafica Salernitana che durante i primi anni '80 ha prodotto la rivista Trumoon.
Dopo aver conseguito il titolo di scenografo all'Accademia delle Belle Arti di Napoli, e diverse esperienze nel campo delle fanzine, passa al professionismo con Alan Ford (1984-1987) della Max Bunker.
Come insegnante di disegno e storia dell'arte si trasferisce al liceo scientifico dell'Istituto d'Istruzione Superiore "G.G. Trissino" di Valdagno (Vi) nel 1986.
Da qui in poi le collaborazioni con diverse case editrici si moltiplicano e disegna una notevole quantità di personaggi spaziando dallo stile realistico a quello supereroistico, dal comico ironico al grottesco, dal comico disneyano al personalissimo graffiante mix di linee, da Bravestarr (Arnoldo Mondadori Editore) e Masters of the Universe (Mattel) a Topolino (Arnoldo Mondadori Editore); dalle Tartarughe Ninja ai Looney Tunes per Rizzoli; dai Texas Strangers (ed.RC) a Tiramolla (Vallardi), al draghetto Prezzemolo di Gardaland; da Ozzy edito dalla Star Comics ai liberi per l'Intrepido, da Thrash a Rave (Tornado Press). Dal 2008 disegna i Bagigi per la rivista Rugby Club. Nel 2012 pubblica in Francia un volume su Dracula per le edizioni Soleil.
Nel 2016 pubblica sul numero 41 de  Le Storie di Sergio Bonelli Editore un episodio ambientato nell'antica Roma con protagonista un giovane Marco Tullio Cicerone. Ha realizzato l'artwork del disco Felona e/and Sorona 2016 del gruppo progressive rock Le Orme.

## Opere

### Dampyr
- Claudio Falco (testi), Giuliano Piccininno (disegni); La fine della caccia, in Dampyr n. 165, Sergio Bonelli Editore, dicembre 2013.